# Noppon Saengkham
Noppon Saengkham (Samut Prakan, 15 de julho de 1992) é um jogador de snooker da Tailândia, profissional em 2010/2011 e desde 2013. Venceu em 2009 Campeonato Mundial de Snooker Sub-21  promovido pela ISBF.
Qualificou-se para o Campeonato Mundial de Snooker de 2017.